# Bis(benzène)chrome
Le bis(benzène)chrome est un complexe organochromique (en) de formule chimique (η6-C6H6)2Cr. Il s'agit d'un solide brun à noir qui a joué un rôle important dans le développement des composés sandwich en chimie organométallique. Il est formé de deux ligands benzène C6H6 parallèles de part et d'autre d'un atome de chrome de manière semblable à celles des métallocènes, notamment du chromocène (η5-C5H5)2Cr. C'est le prototype des complexes métalliques à deux ligands arène.

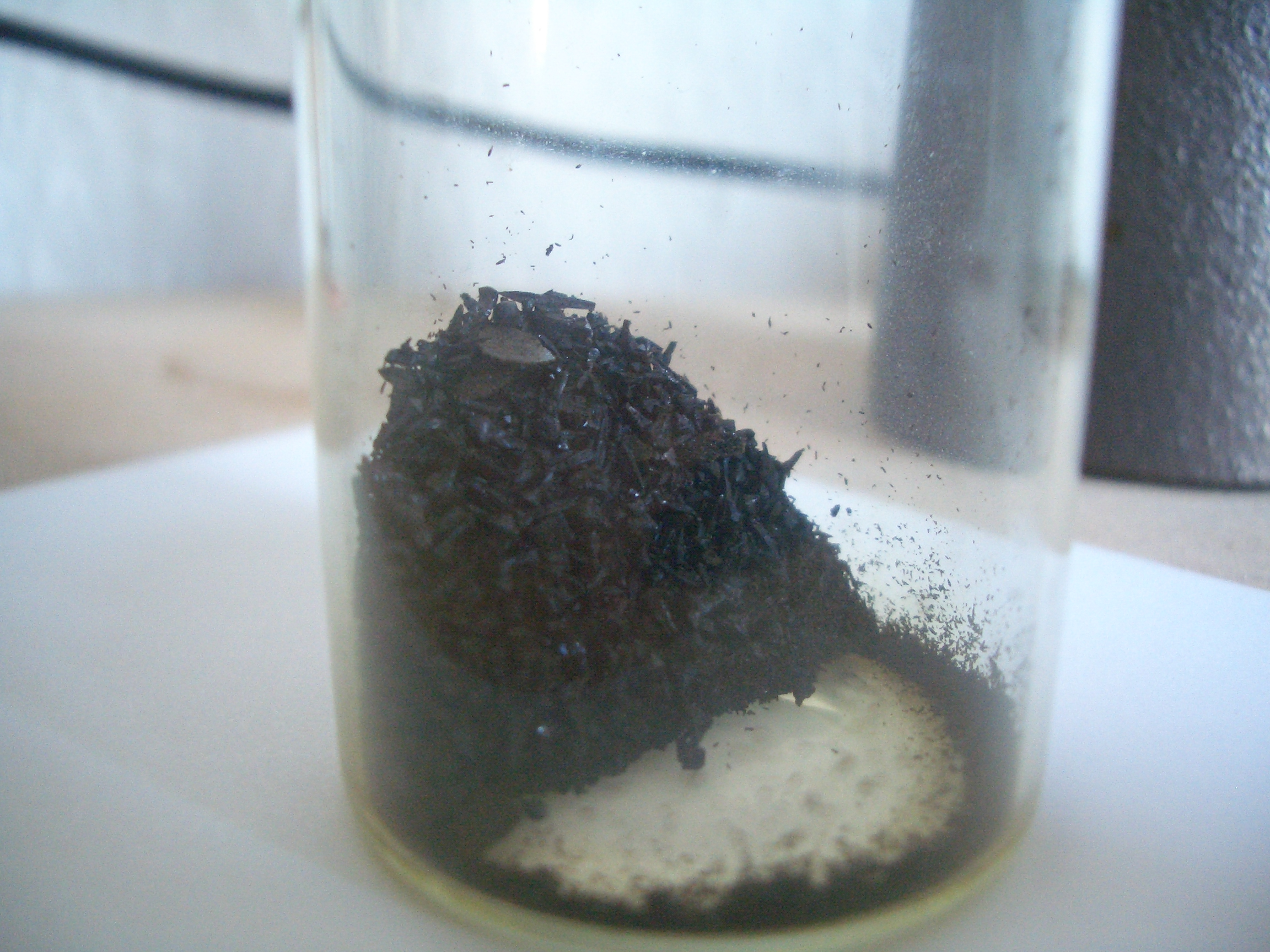
Échantillon de (η6-C6H6)2Cr sous atmosphère d'azote.

## Synthèse
Il est sensible à l'air et doit être préparé sous atmosphère inerte ou dans une rampe à vide. Il a été obtenu la première fois par réaction de chlorure de chrome(III) CrCl3, d'aluminium et de benzène C6H6 en présence de chlorure d'aluminium AlCl3. Appelé méthode réductrice de Friedel-Crafts, ce procédé a été exploré par Fischer et ses élèves,. Cette réaction produit un complexe [(η6-C6H6)2Cr]+ jaune réduit en complexe neutre ; les réactions idéalisées s'écrivent :
CrCl3 + 2⁄3 Al + 1⁄3 AlCl3 + 2 C6H6 ⟶ [(η6-C6H6)2Cr]AlCl4 ;
[(η6-C6H6)2Cr]AlCl4 + 1⁄2 Na2S2O4 ⟶ (η6-C6H6)2Cr + NaAlCl4 + SO2↑.
Il est possible de produire le bis(benzène)chrome et de nombreux analogues par condensation de vapeurs métalliques, en l'occurrence par co-condensation de vapeurs de chrome avec un arène. Cela permet d'obtenir un complexe de phosphorine (en) (phosphabenzène) de formule (C5H5P)2Cr.

## Propriétés et applications
Le bis(benzène)chrome cristallise dans une conformation éclipsée. C'est un complexe à 18 électrons de valence qui n'a donc pas d'électron célibataire, de sorte qu'il n'a pas de moment magnétique ; le cation [(η6-C6H6)2Cr]+ a en revanche un électron célibataire et porte un moment magnétique de 1,77 µB.
Il réagit avec les acides carboxyliques pour donner des carboxylates de chrome(II) tels que l'acétate de chrome(II) Cr2(CH3COO)4·2H2O, porteur d'une liaison quadruple entre les atomes de chrome. L'oxydation donne le cation [(η6-C6H6)2Cr]+. La carbonylation donne le (benzène)chrome tricarbonyle (η6-C6H6)Cr(CO)3.
Le bis(benzène)chrome est utilisé comme catalyseur de déshydrogénation en synthèse organique.